# São-Tomé-Pirol
Der São-Tomé-Pirol (Oriolus crassirostris) ist eine auf der Insel São Tomé endemische Vogelart aus der Familie der Pirole.
Das Artepitheton kommt von lat. crassus „dick“ und rostris „schnäbelig“.

## Merkmale

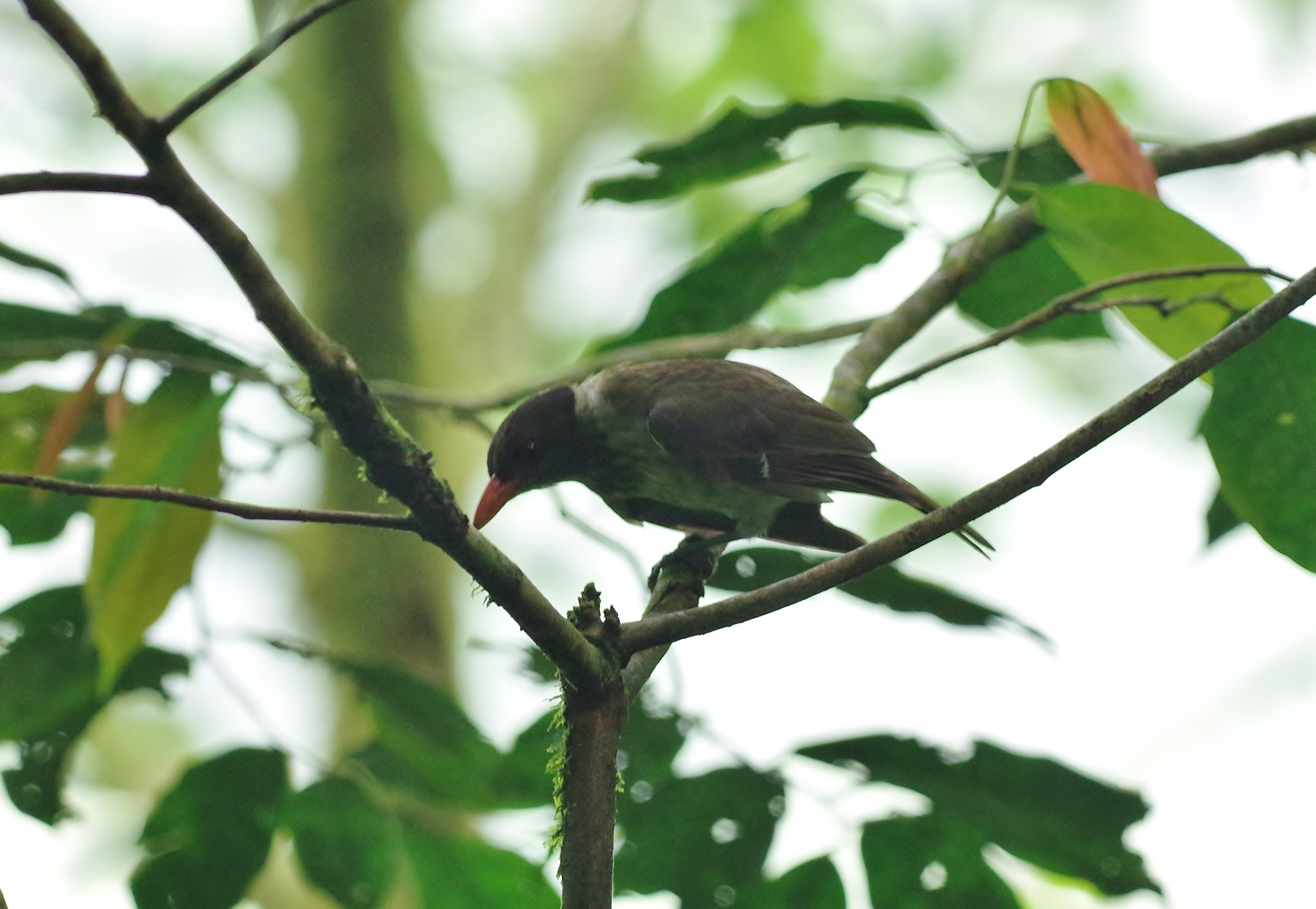
São-Tomé-Pirol

Der São-Tomé-Pirol erreicht eine Körperlänge von etwa 24 cm. Beim Männchen sind Kopf, Hals und Brust schwarz gefärbt, wobei die Kehle weiß gesprenkelt ist. Die Iris ist rot. Der Schnabel ist kräftiger als bei anderen afrikanischen Pirolarten und karminrot bis rötlich-braun gefärbt. Die Oberseite ist gräulich-olivgrün. Die schwarzen Schwungfedern sind schmal weiß umrandet. Die Handschwingen sind blaugrau bis gräulich-grün. Die inneren Schwanzfedern sind oben dunkel-olivgrün, während die äußeren Schwanzfedern eine schwarze Färbung mit gelben Spitzen aufweisen. Die Unterseite des Schwanzes ist leuchtend gelb, der Bürzel ist hellgelb. Bauch und Flanken sind weiß mit grauen Sprenkeln, die Beine sind grau.
Weibchen sind den Männchen sehr ähnlich, mit Ausnahme des etwas helleren Kopfes und der weißen Streifen auf den Wangen. Außerdem sind Hals und Brust cremegrau mit dicken dunkeln Streifen, die im Grau des Bauches enden. Der Unterschwanz ist mit einer blassen gelblich-olivgrünen Färbung versehen.
Jungvögel sind insgesamt dunkler und haben eine olivgrüne bis graue Grundfärbung. Die Oberseite ist grünlicher als bei adulten Vögeln. Der Hals ist weiß und an der Seite gesprenkelt; die Brust ist ebenfalls hell und deutlich gestreift. Der Bauch ist cremefarben und die Flügel sind braun und relativ ungemustert.

### Stimme
Der Gesang ist sehr variabel. Oft besteht er aus einem leisen, verwaschenen absteigenden Pfeifen in folgenden Formen: „tjii-ou“, „wei-wiii-ya“, „tschip-a-hah-a“ oder „hik-kuwei-kuwou“. Außerdem gibt der Vogel bisweilen ein aufsteigendes „ko-ku-waayoo“ von sich, das langsamer und tiefer als bei anderen afrikanischen Pirolen ist. Der Warnruf ist ein lautes, schrilles und kurzes „keeea“.

## Verbreitung und Lebensraum

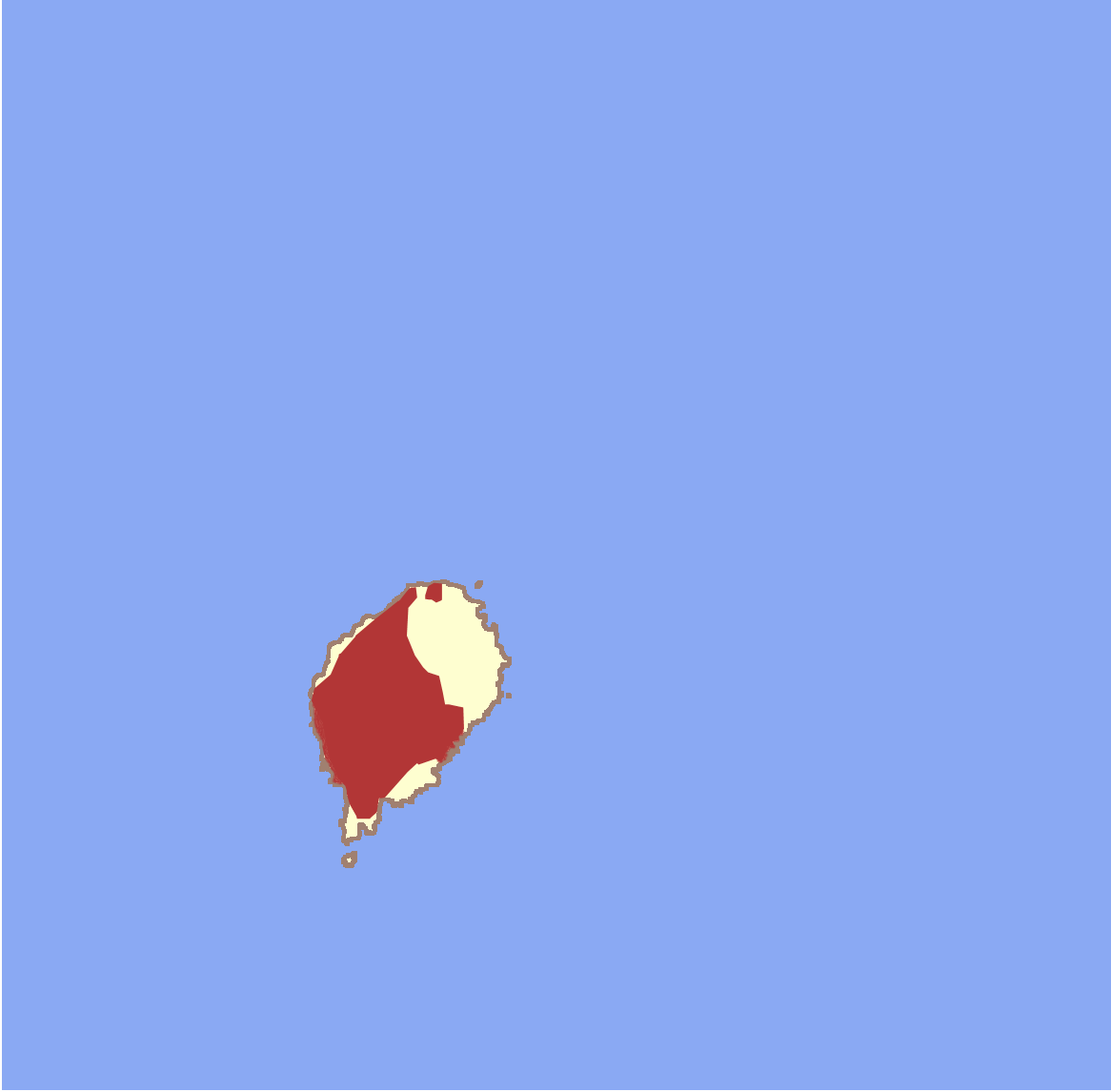
Verbreitung auf São Tomé

Die Art ist in großen Teilen der Insel São Tomé verbreitet. Nur im Nordosten, in der Gegend um die Hauptstadt São Tomé, fehlt sie.
Der Sao-Tomé-Pirol lebt in Primär- und recht weit entwickelten Sekundärwäldern in Höhen von bis zu 1600 m. Er ist selten in Kakaoplantagen oder in der Nähe menschlicher Siedlungen anzutreffen.

## Ernährung
Die Nahrungssuche erfolgt allein, zu zweit oder in artenübergreifenden Gruppen von pflanzenfressenden Vögeln. Die Nahrung besteht aus Früchten, Samen und Wirbellosen wie Schnabelkerfen, Käfern und deren Larven.

## Fortpflanzung
Die Brutsaison dauert von Juni bis Februar. Das Nest liegt in einem Baum auf waagrechten Ästen oder Astgabeln in einer Höhe von etwa 10 m. Es besteht aus Ästen, Blättern und anderen pflanzlichen Bestandteilen. Weitere Details zur Brut wie die Größe des Geleges oder die Brutdauer sind nicht bekannt.

## Gefährdung und Schutz
Der São-Tomé-Pirol hat ein sehr kleines Verbreitungsgebiet von nur etwa 640 km². Vor 1975 lag die Hauptbedrohung im übermäßigen Einsatz von Pestiziden, inzwischen sind auch die landwirtschaftliche Intensivierung und der Ausbau der Infrastruktur zu einem Problem geworden. Damit geht der Verlust der Primär- und der fortgeschrittenen Sekundärwälder einher. Die Bestände der Vogelart nehmen derzeit ab und umfassen nur noch geschätzte 2500 bis 10.000 fortpflanzungsfähige Individuen. Sie wird daher in der Roten Liste der IUCN als gefährdet (Vulnerable) eingestuft.
Die Regierung von São Tomé und Príncipe plant in Anbetracht dieser bedenklichen Lage die Ausweisung von Schutzgebieten für den São-Tomé-Pirol und andere seltene Arten.